# Alexandr Kacapov
Alexandr Kacapov (rusky Александр Кацапов, anglickým přepisem Alexander Katsapov; * 23. dubna 1975 v Leningradě, SSSR) je český baletní tanečník ruského původu, první sólista baletu Národního divadla v Praze. Bývalý manžel primabaleríny Nikoly Márové. Jeho nynější partnerkou je demisólistka Baletu Národního divadla v Praze Alice Petit.

## Kariéra
Vystudoval Ruskou baletní akademii Agrippiny Vaganové v Petrohradě, kde začal své první profesionální angažmá ve Státním akademickém divadle Modesta Petroviče Musorgského. V letech 1993–96 zde ztvárnil hlavní role Alberta v Giselle, Prince v Louskáčkovi nebo Romea i Merkucia v Romeovi a Julii, Jamese v La Sylphidě, titulní roli v Petruškovi aj.
V roce 1997 přijal pozvání do Prahy a od sezony 1997/1998 se stal sólistou Baletu Národního divadla. Okamžitě se uplatnil v rolích klasického repertoáru, ale postupně si získal skvělé renomé i v moderních baletech. Do první skupiny patří hlavní role ve všech slavných baletech Čajkovského, Albert v Giselle, Abdérachman v Raymondě a další. Od roku 2003 je 1. sólistou Baletu ND a od sezony 2014/2015 je baletním mistrem. 
Když byl uveden druhý večer z choreografií amerických mistrů Amerikana II, vystoupil po boku české primabaleríny působící v Anglickém národním baletu Darii Klimentové v roli Oidipa v české premiéře baletu Sphinx Glena Tetleyho; vynikl i v dalších sólových rolích komponovaných programů ze soudobých choreografií i v celovečerních baletech Petra Zusky (např. Ibbur) a dalších.
Pravidelně také hostuje v Národním divadle v Brně v představení Úplné zatmění. V Národním divadle tančí hlavní role v představeních Brel-Vysockij-Kryl/Sólo pro tři, Česká baletní symfonie, Mozart, Mozart!, Oněgin, Labutí jezero, Zlatovláska, Louskáček, La Sylphida.

## Ocenění
- 1995 – 2. cena na mezinárodní soutěži Sanlam v Pretorii, JAR
- 2002 – Cena Thálie za ztvárnění titulní role v baletu Ivan Hrozný choreografa Libora Vaculíka
- 2003
  - Philip Morris Ballet Flower Award
  - Nominace na Cenu Thálie za roli Petruchia v baletu Zkrocení zlé ženy
- 2007 – nominace na Cenu Komerční banky a Cenu Divadelních novin za hlavní roli v představení Brel-Vysockij-Kryl/Sólo pro tři
- 2008 – širší nominace na Cenu Thálie za roli Jamese v La Sylphide
- 2009 – v rámci Soutěžní přehlídky současné taneční tvorby v ČR cenu Za nejlepší sólistický výkon za interpretaci hlavní role v baletu Brel-Vysockij-Kryl/Sólo pro tři.
- 2010 – nominace na Cenu Thálie za roli von Rothbarta v Labutím jezeře